# The Fruitful Vine
The Fruitful Vine er en britisk stumfilm fra 1921 af Maurice Elvey.

## Medvirkende
- Teddy Arundell som Francis Denzil
- Peter Dear som Theo Denzil
- Paulette del Baye som Princess Mancelli
- Mary Dibley som Edna Denzil
- Robert English som Theodore Cannynge
- Basil Rathbone som Don Cesare Carelli
- Fred Raynham som Dr. Mervynn Ides
- Irene Rooke som Sarah Ides
- Valia som Dolores Cannynge